# Мариаштайн (Тироль)
Мариаштайн в Тироле (нем. Mariastein, Tirol) — коммуна в Австрии, в федеральной земле Тироль. Входит в состав округа Куфштайн. Площадь коммуны составляет 2,37 км², население — 458 человек (1 января 2021), плотность населения — 189 чел./км². Официальный код — 7 05 16.
На территории коммуны находится Замок Мариаштайн, построенный около 1361 года по заказу представителей рода фон Фройндсберг.

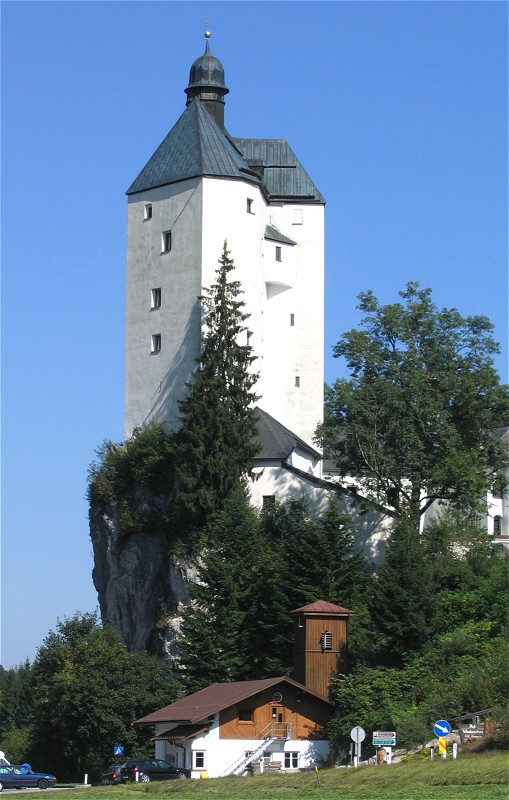
Мариаштайн (Тироль)

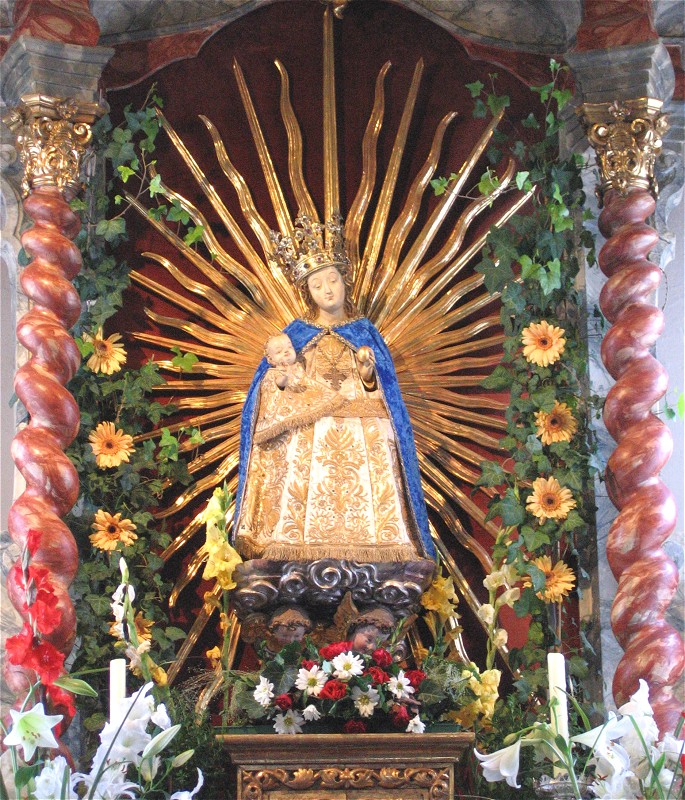
Мариаштайн (Тироль)

## Население
| Год  | Численность |
| ---- | ----------- |
| 1869 | 118         |
| 1889 | 130         |
| 1890 | 141         |
| 1900 | 124         |
| 1910 | 149         |
| 1923 | 141         |
| 1934 | 145         |
| 1939 | 142         |
| 1951 | 136         |
| 1961 | 150         |
| 1971 | 156         |
| 1981 | 170         |
| 1991 | 192         |
| 2001 | 271         |
| 2011 | 318         |
| 2021 | 458         |

## Политическая ситуация
Бургомистр коммуны — Херберт Хорнгахер.